# Въоръжени сили на Великобритания
Въоръжените сили на Обединеното кралство Великобритания и Северна Ирландия включват 3 вида въоръжени сили:
- Британска армия – сухопътните войски
- Кралски военноморски сили
- Кралски военновъздушни сили